# هدسهایم
هدسهایم (به آلمانی: Heddesheim) یک شهر در آلمان است که در راین-نکار-کرایس واقع شده‌است.
 هدسهایم  ۱۱٬۶۰۳ نفر جمعیت دارد.

## خواهرخوانده
شهر Nogent-le-Roi خواهرخواندهٔ هدسهایم هست.